# Lago Namak
Il lago Namak (in persiano دریاچه نمک, Daryâče-ye Namak) è un lago salato dell'Iran centrale, ripartito amministrativamente tra le province di Qom, Esfahan e Semnan e situato circa 40 km a nord-est della città di Kashan. Copre una superficie di 1560 km², ha una profondità di circa 1,0 m e un volume di 0,78 km³. Tuttavia, questi valori possono variare notevolmente a seconda della stagione: ad esempio, durante i periodi di siccità a volte si prosciuga completamente.
Il lago è alimentato principalmente dai fiumi che vi confluiscono, che scendono dallo Zagros e dall'Elburz. L'altitudine media della superficie del lago raggiunge i 788 m sul livello del mare. In senso lato, il termine Daryâče-ye Namak viene applicato anche a tutta la depressione in cui esso si trova, che costituisce uno degli otto bacini idrografici del paese. La parte orientale della depressione, insieme al Dasht-e Kavir, fornisce un habitat a varie specie di animali ed ha ricevuto lo status di parco nazionale. Il lago ha la forma di un triangolo, con il vertice superiore rivolto a nord.

## Etimologia
Daryâče-ye Namak è un nome di origine persiana e significa letteralmente «lago salato»: daryâče (o deryâče) vuol dire lago, namak (o namek) «sale». Nella letteratura persiana il lago viene indicato anche con altri nomi, come Daryâče-ye Kom (lago di Qom), Daryâče-ye Save (lago di Sava), Daryâče-ye Aran-va-Bidgol (lago di Aran e Bidgol) e Kavir-ye Masilei (palude salata di Masil).

## Geografia

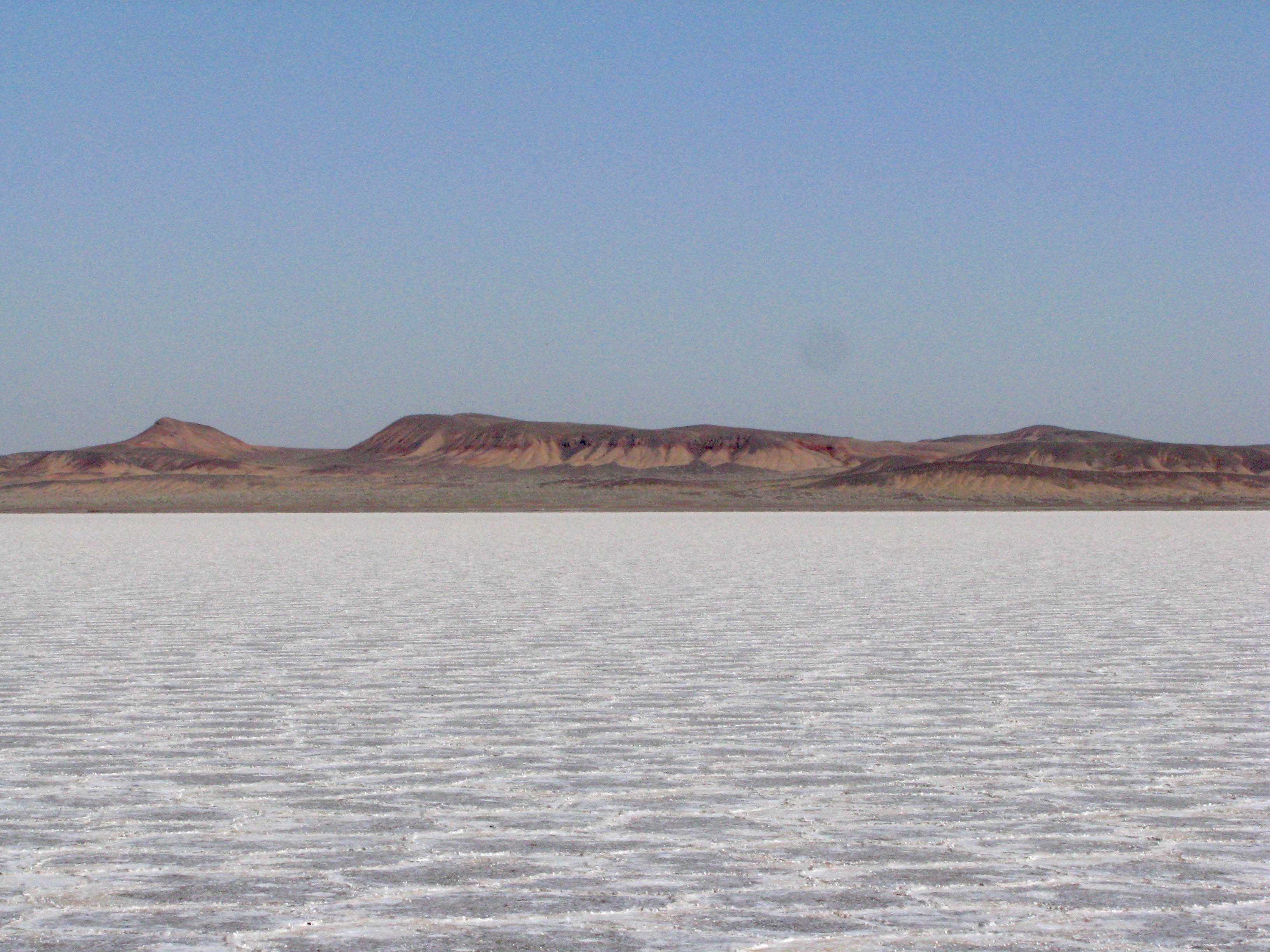
Veduta del lago Namak.

Il lago Namek si trova nel nord dell'altopiano iranico e presenta caratteristiche geologiche e stratigrafiche simili al deserto di Dasht-e Kavir, che si estende verso est. Il basamento è costituito da horst del substrato cristallino precambriano e da depositi della piattaforma paleozoica e la superficie è dominata da rocce sedimentarie cambriano-triassiche in pianura e rocce ignee in collina. La sponda occidentale ha un pendio decisamente dolce, mentre quella degli altri lati è leggermente più ripida a causa dei pendii montuosi del Nare-Nar-Kukh (1325 m) a nord, del Siyakh-Kukha (1840 m) a nord-est, del Kuh-e Sefid Aba (1374 m) a sud-est e del Kuha-ye Jahab (2180 m) a sud.
Durante i periodi di acqua alta, il lago assume la forma di un triangolo equilatero con i lati lunghi 60 km e la sua superficie è di circa 1560 km². In estate, l'acqua raccolta nel bacino evapora rapidamente, lasciando solo un bianco strato salato. A sud del lago si trova la collina Kuh-e Sardargan, che, a seconda del livello dell'acqua, a volte diventa un'isola con una superficie di 13 km². I laghi più vicini al Daryâče-ye Namak sono il Gadir-e Asb, situato 20 km a est alla stessa altitudine sul livello del mare, e il Deryaye-Nemek, che si trova circa 90 km a ovest e 10 m più in alto. Grandi caravanserragli come Dayr-e Gachin e Sangi-Muhamedabad indicano che le pianure tra il Daryâče-ye Namak e il Deryaye-Nemek erano storicamente attraversate da rotte che collegavano Teheran e Rey (ora un sobborgo di Teheran) a nord con Qom, Kashan, Isfahan e Yazd a sud. Circa 2,5 km a sud del Daryōcheh-e-Namak si trova il caravanserraglio di Shah Abbas (noto come Maranjab).

## Flora e fauna
La flora del Daryâče-ye Namak è determinata dal clima e dall'alto livello di salinità e comprende specie dei generi Alhagi, Suaeda, Tamarix e la Seidlitzia rosmarinus. Nei terreni adiacenti al lago prevalgono anche i generi Artemisia, Zygophyllum e il Prunus tenella, noto come mandorlo della steppa, oltre a varie succulente e alofite caratteristiche dei territori desertici e subdesertici. La fauna della depressione comprende varie specie di mammiferi, rettili e uccelli. Tra i mammiferi si distinguono il capriolo, la pecora selvatica, la volpe rossa, il lupo, il caracal, la iena striata, la lepre, l'asino selvatico e la gazzella subgutturosa, e tra gli uccelli la calandrella delle sabbie, la passera lagia chiara, l'ubara asiatica e la monachella di Hume. Dal momento che la regione ospita specie in via di estinzione come il leopardo persiano e il ghepardo asiatico, la parte orientale del Daryâče-ye Namak, insieme al Dasht-e Kavir, è stata dichiarata parco nazionale. A causa della variazione del livello dell'acqua e dell'elevata salinità, la fauna ittica del lago vive principalmente in prossimità delle foci occidentali degli immissari.